# Puchary Wołoszczyzny (1915/1916)
Puchar Jeana Luca P. Niculescu 1915/1916 – 7. sezon najwyższej klasy rozgrywkowej w Rumunii. W rozgrywkach brały udział 4 zespoły, grając systemem kołowym. Tytuł nie obroniła drużyna Româno-Americană Bukareszt. Nowym mistrzem Rumunii został zespół Prahova Ploeszti. Były to ostatnie rozgrywki przed I wojną światową.

## Tabela końcowa
|   | Klub                | M | Z | R | P | Br+ | Br- | Br+/- | Pkt | Uwagi  |
| 1 | Prahova Ploeszti    | 6 | 5 | 0 | 1 | 17  | 2   | +15   | 10  | Mistrz |
| 2 | Bukarester FC       | 6 | 3 | 2 | 1 | 11  | 8   | +3    | 8   |        |
| 3 | Colțea Bukareszt    | 6 | 0 | 3 | 3 | 3   | 13  | -10   | 3   |        |
| 4 | Colentina Bukareszt | 6 | 0 | 1 | 5 | 4   | 15  | -11   | 1   |        |